# Ipomoea tuberculata
Ipomoea tuberculata är en vindeväxtart som beskrevs av Ker-gawl. Ipomoea tuberculata ingår i släktet praktvindor, och familjen vindeväxter. Utöver nominatformen finns också underarten I. t. odontosepala.

## Bildgalleri

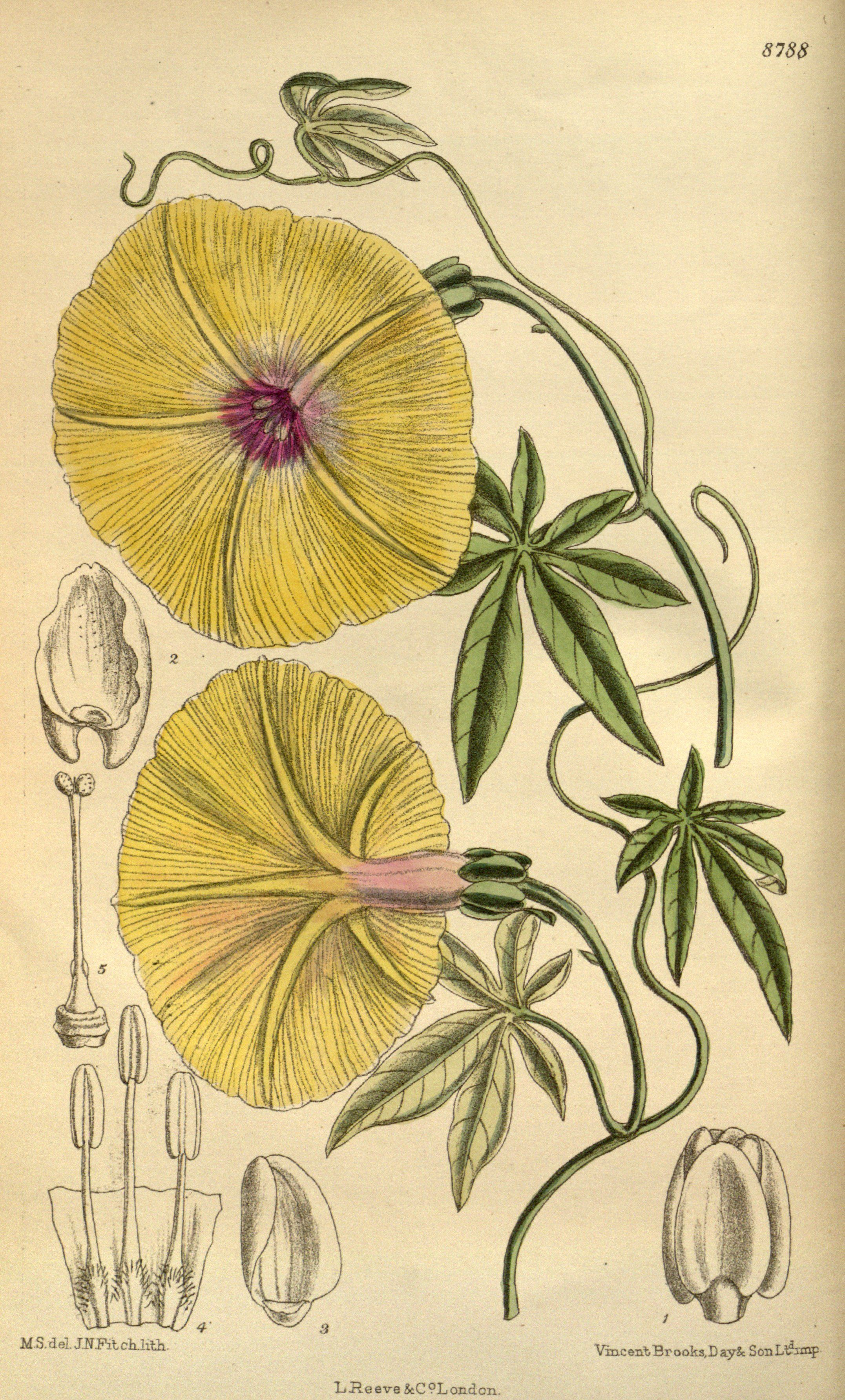